# (4068) Менесфей
(4068) Менесфей (лат. Menestheus, др.-греч. Μενεσθεύς) — типичный троянский астероид Юпитера, движущийся в точке Лагранжа L4, в 60° впереди планеты. Астероид был открыт 19 сентября 1973 года американскими астрономами К. Й. ван Хаутеном, И. ван Хаутен-Груневельд и Томом Герельсом в Паломарской обсерватории и назван в честь Менесфея, персонажа древнегреческой мифологии.

Орбита астероида Менесфей и его положение в Солнечной системе
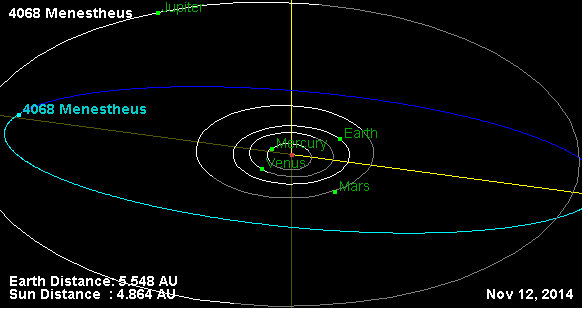
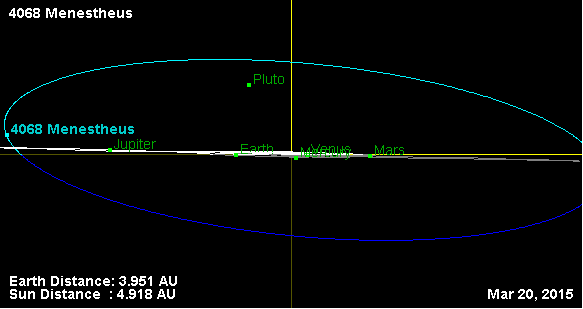